# La Princesse Tarakanova (Flavitski)
Pour l’article homonyme, voir La Princesse Tarakanova.
La Princesse Tarakanova, de son nom complet La princesse Tarakanova, emprisonnée dans la forteresse Pierre-et-Paul au moment de l'inondation, est le tableau le plus célèbre du peintre russe Constantin Flavitski. Il lui a valu le titre de professeur de peinture historique. Elle est exposée à la galerie Tretiakov, à Moscou. 

## Sujet
Le sujet de la toile est un épisode légendaire, la mort de la princesse Tarakanova lors de l'inondation du 21 septembre 1777 à Saint-Pétersbourg : les sources historiques indiquent qu'elle est morte deux ans plus tôt que cet événement. La scène représentée dans le tableau est située dans une casemate de la forteresse Pierre et Paul, derrière les murs de laquelle une inondation fait rage. Dressée sur le lit de sa cellule, la jeune femme tente d'échapper à l'eau qui afflue par la fenêtre fermée de barreaux. Un rat trempé fuit aussi l'inondation et monte sur le lit au pieds de la prisonnière. 
Bien que le tableau ne corresponde pas à la réalité, c'est cette version la mort de la princesse qui est restée dans les esprits. Boris Pasternak écrit ainsi dans son poème Âme («Душа») : « Tu te cognes, comme se cognait la princesse Tarakanova, quand février se déversait dans la raveline ». 
La princesse Tarakanova était une aventurière qui prétendait être la fille de l'impératrice Élisabeth Ire et la sœur d'Emelian Pougatchev. Sur l'ordre de l'impératrice Catherine II, elle fut capturée à Livourne et emprisonnée en mai 1775 dans la forteresse Pierre et Paul. Elle mourut de la tuberculose le 4 décembre 1775, sans révéler le secret de sa naissance.

## Réception
La toile a été peinte en 1864 et elle exposée pour la première fois à l'Académie impériale des beaux-arts cette même année. Vladimir Stassov,  critique de renom, l'a qualifiée  de « tableau magnifique, gloire de notre école, création brillante de la peinture russe ».  La peinture a été achetée par Pavel Tretiakov pour sa collection après le décès de l’artiste.